# Société coopérative et participative
Pour les articles homonymes, voir SCOP.
Une société coopérative et participative ou société coopérative de production (scop), anciennement société coopérative ouvrière de production ou société coopérative de travailleurs, est en droit français, une société commerciale qui se distingue des sociétés classiques par une détention majoritaire du capital et du pouvoir de décision par les salariés et par des règles de fonctionnement basées sur les principes coopératifs.
Les scops sont soumises à la loi portant statut de la coopération du 10 septembre 1947, mais leur spécificité par rapport aux autres entreprises coopératives leur est conférée par la loi portant statut des sociétés coopératives de production du 19 juillet 1978.

## Historique

### Association ouvrière de production
Lors de la révolution française, la loi Le Chapelier de 1791 interdit toute « coalition » dont les associations et autres organisations de personnes. Il ne doit y avoir aucun intermédiaire entre l'État et le citoyen. Les premières « associations ouvrières » naissent dans la clandestinité au début du XIXe siècle, l'associationnisme ouvrier se construisant sur le refus de la subordination économique ou salariale,.
Philippe Buchez est l’un des premiers à rédiger dans les années 1830, un modèle élaboré d’association ouvrière de production. Il conçoit une organisation fondée sur un principe démocratique, où les associés élissent leurs représentants, et un principe éthique, faisant du capital un bien commun inaliénable. Ses principes conduisent à la création des toutes premières associations ouvrières, tels les bijoutiers en doré à Paris, qui connaissent une notoriété et une longévité rares au XIXe siècle,.
Dans une France rurale, exposée à une forte instabilité politique, l’association ouvrière demeure un modèle économique ignoré en dehors de cercles de travailleurs intellectuels ou politisés. À la faveur d’événements révolutionnaires, ils réussissent même à faire advenir leurs projets d’émancipation, en particulier lors de la révolution française de 1848 et la naissance de la Deuxième République. En parallèle des ateliers nationaux, Louis Blanc déploit les ateliers sociaux, des associations ouvrières fondées et soutenues par l’État. Près de 250 naissent avant d’être écrasées par le coup d'État du 2 décembre 1851 de Louis-Napoléon Bonaparte. L’utopie, portée par des intellectuels très influents, comme Pierre-Joseph Proudhon se poursuit. Considérant que le salariat spolie le collectif par l’individualisation des modes de rémunération, il prône l'avénement de modes d’échanges mutuellistes et fédératifs en remplacement du capitalisme.
Dans la deuxième partie du XIXe siècle, la naissance du mouvement socialiste français, influencée par l’expérience des équitables pionniers de Rochdale réunissent pour la première fois des coopératives de consommateurs. Des leaders comme Benoît Malon, Eugène Varlin ou Léo Frankel porte alors l'émancipation ouvrière fondée sur l’autonomie économique et productive. Le mouvement ouvrier est alors autogestionnaire dans sa conception de la lutte et de sa libération et suit un processus démarrant par la création d’une société de crédit mutuel, prolongée par la création d’une coopérative de consommation pour finir par celle d’une association ouvrière. Acteurs importants de la Commune de Paris en 1871, Malon et Frankel envisagent de transformer les entreprises abandonnées en coopératives de production. Dans les faits, une seule sera gérée par des ouvriers, la société coopérative d’ouvriers fondeurs en fer,. L’entreprise n’est pas expropriée mais louée à son patron avec qui l’entente sera très cordiale jusqu’à la fin de l’expérience communarde3.
En février 1848, le gouvernement provisoire arrivé au pouvoir lors de la révolution autorise pour la première fois les associations ouvrières. Sous la présidence de Louis Blanc, à la commission du Luxembourg, des ateliers sociaux sont créés. Cette autorisation n'est cependant qu'une parenthèse de quelques mois, à l'issue de laquelle débute une vague de répressions où de nombreux militants d'associations ouvrières sont soupçonnés de conspiration et condamnés.
En 1864, l'État autorise à nouveau les coalitions via la Loi Ollivier.
En 1871, durant la Commune de Paris, les ateliers abandonnés par les chefs d'entreprises sont massivement repris par leurs ouvriers ; reprise qui ne dure que le temps de la Commune.
A la suite de l'échec de l'instauration de la Commune de Paris en 1871, des républicains modérés comme Léon Gambetta ou Pierre Waldeck-Rousseau militent pour accompagner les associations ouvrières pour « faire entrer le prolétariat dans la bourgeoisie ». Avec la fondation de la Verrerie ouvrière d’Albi, Jean Jaurès participe de son côté à l’une des plus grandes expériences coopératives de production. Celle-ci apparaît comme l’un des instruments de la conquête de l’émancipation ouvrière, aux côtés des coopératives de consommation et des syndicats. L’émergence institutionnelle du mouvement ouvrier coopératif de production reste, avant tout, de nature profondément corporatiste à la fin de XIXe siècle. Souvent d’obédience franc-maçonnique, ses principaux instigateurs se revendiquent souvent de la pensée de Charles Fourier qui épouse bien la représentation qu’ils se font de l’équité professionnelle : la coopération s’entend en effet comme un juste équilibre entre l’apport en capital, en travail et en « talent » (incarné par le dirigeant). Avec son familistère de Guise, Jean-Baptiste André Godin met en place une véritable société ouvrière d’inspiration phalanstérienne. Dans cet univers où les travailleurs et leurs familles sont intégralement pris en charge, Godin tente d’instaurer des pratiques nouvelles de travail, comme l’élection démocratique des meilleurs ouvriers, avec un succès relatif. Surtout, il transforme progressivement l’entreprise en coopérative de production avant de la céder intégralement aux travailleurs de l’entreprise. De façon plus confidentielle, se développent d’autres expériences inspirées par le fouriérisme, comme l’entreprise de peinture Edme Jean Leclaire ou la coopérative le Travail. La pensée fouriériste offre une vision socialiste à des pratiques corporatistes, où la cooptation par l’ancienneté et la qualification constituent les principales valeurs d’appartenance, de pouvoir et de rémunération. De fait, être membre de la coopérative et bénéficier de ses avantages sociaux ne concerne souvent qu’une infime partie de ses travailleurs, faisant des coopératives de production un exemple emblématique de l’aristocratie ouvrière.
En 1884 est fondée la Chambre consultative des associations ouvrières de production. L'Alliance coopérative internationale est, quant à elle, fondée en 1892.
En 1885 est fondée l'École de Nîmes par Charles Gide, qui influencera fortement les débats sur la coopération en France.
En 1900, le pays compte près de 250 coopératives de production. En 1910, elles seront 500, représentant 20 000 sociétaires.
Le Mouvement connaît des évolutions en dents de scie durant tout le siècle, ses phases de fort développement étant en 1936, durant l'après-guerre, entre 1978 et 1982 et depuis 1995.
En 1947, la loi portant statut de la coopération définit le cadre juridique des coopératives encore en vigueur au XXIe siècle.

### Société coopérative ouvrière de production
En 1978, la loi portant statut des sociétés coopératives de production définit le statut des Scop en s'appuyant sur la loi de 1947 sur les coopératives.
En 1979, la France compte 650 Scop.
En 1985, la France compte 1 300 Scop qui employaient 40 000 personnes.
Les Scop permettent d'inventer de nouveaux types d'entreprises, comme en 1995 avec les coopératives d'activité et d'emploi (CAE) ou en 2001 avec les Sociétés coopératives d'intérêt collectif (SCIC).
En 2003, l'Union européenne adopte une directive à appliquer avant 2007 dans les États membres sur le statut de société coopérative européenne.
En 2010, pour mieux refléter la diversité des Scop, présentes dans tous les secteurs d'activité, et pour ne pas faire référence à la lutte des classes, le mouvement adopte l'appellation « société coopérative et participative » (anciennement coopérative ouvrière de production), et lance sa première campagne nationale de communication.

### Sociétés coopératives et participatives
En 2014, la loi relative à l'économie sociale et solidaire instaure plusieurs dispositions spécifiques aux SCOP, SCIC et CAE, soutenues de longue date par la CG Scop : groupe coopératif, Scop d'amorçage, droit d'information aux salariés pour la reprise d'entreprises saines, reconnaissance du statut de salarié-entrepreneur en CAE.
Les Scop concernent aujourd'hui[Quand ?] en France des secteurs d'activités très diversifiés et des entreprises de toutes tailles, de la TPE à la grande entreprise de plusieurs centaines de salariés, à l'instar du Groupe Up (ex Chèque Déjeuner), ou d'Acome (2000 salariés dont plus de 1 600 associés). D'autres entreprises connues sont en Scop : le journal Alternatives économiques, la société de jouets Moulin Roty, le Théâtre du Soleil, Ethiquable (entreprise leader du commerce équitable), l'école de conduite ECF, de nombreuses antennes Le Relais, des Biocoop, etc.
En 2024, selon la Confédération générale des Scop et des Scic :
- La France compte 2 723 Scop dans lesquelles travaillent plus de 62 685 salariés ;
- 58 % des nouvelles Scop sont des créations ex nihilo, 19 % des transmissions d'entreprises saines, 16 % des transformations d'associations et 7 % des reprises d'entreprises en difficulté.

Certaines Scop rassemblent également des entrepreneurs : les coopératives d'activités et d'emploi.
Cette forme de coopérative dite de travailleurs associés fait partie d'un ensemble économique plus large : les coopératives, qui peuvent rassembler des consommateurs, des distributeurs (Leclerc, System U, etc.), des agriculteurs. Ainsi : 
- En France, on compte 22 600 entreprises coopératives représentant plus d'1,3 million de salariés[17] ;
- L'Union européenne compte 141 502 512 coopérateurs et 176 461 coopératives qui emploient 4,7 millions de salariés[18] ;
- Les coopératives emploient plus de 280 millions de personnes[19], et comptent près d'un milliard de membres dans le monde[20].

La Scop semble constituer un modèle hybride à mi-chemin entre l’entrepreneuriat social et l’entrepreneuriat commercial.

## Principes coopératifs
Les Scop, comme les autres sociétés coopératives, sont censées respecter sept grands principes coopératifs formulés par l'Alliance Coopérative Internationale. Quatre de ces principes concernent les membres qui, dans les Scop, sont les salariés : l'adhésion volontaire et ouverte à tous, l'organisation démocratique du pouvoir (exercé par tous les membres), la participation économique des membres, et l'éducation, la formation et l'information. Les trois autres principes concernent la Scop elle-même : l'autonomie et l'indépendance, la coopération entre les coopératives, et l'engagement envers la communauté.
Certains de ces principes sont traduits dans les lois coopératives qui encadrent les Scop. La conformité de l'organisation des Scop et de leur fonctionnement aux principes coopératifs fait l'objet d'un contrôle régulier dans le cadre de la révision coopérative.

## Caractéristiques juridiques
La Scop est une entreprise collective dont les associés sont majoritairement salariés, de forme société anonyme (SA), société à responsabilité limitée (SARL) ou société par actions simplifiée (SAS).
Elle est soumise au Code du travail comme toute autre entreprise, au Code du commerce et aux articles du Code civil qui fixent le cadre juridique général des sociétés.
En complément, les Scop sont soumises aux trois lois suivantes :
- Loi portant statut de la coopération no 47-1775 du 10 septembre 1947[22] ;
- Loi portant statut des sociétés coopératives ouvrières de production no 78-763 du 19 juillet 1978[23] ;
- Loi relative à l'économie sociale et solidaire no 2014-856 du 31 juillet 2014.

De ces lois découlent les spécificités suivantes par rapport aux autres sociétés commerciales :
- les associés de la Scop sont majoritairement salariés. Le capital est ouvert aux associés extérieurs, dans la limite de 49 % du capital social et 35 % du droit de vote ;
- la Scop compte au minimum deux salariés associés « coentrepreneurs », dont le gérant ;
- les bénéfices de l'entreprise sont répartis en trois « parts » : la part « travail » (participation des salariés, 25 % minimum), la part « capital » (dividendes, 33 % maximum) et la part « réserves » (16 % minimum). Les réserves sont dites « impartageables » et servent à renforcer les fonds propres de l'entreprise.

### Capital social
Le capital social minimum à la création de l'entreprise est de 30 € pour une SARL ou une SAS et 18 500 € pour une SA.
Le capital d'une coopérative est divisé en parts sociales dont le montant est fixé par les statuts. Ce capital est variable : il augmente lorsque de nouveaux associés prennent des parts de capital et diminue quand des associés partent et que leurs parts sociales leur sont remboursées.
Les parts sociales ont une valeur fixe et sont nominatives. Elles ne peuvent être cédées qu'avec l'agrément de la direction de la Scop (assemblée générale, gérants, conseil d'administration ou directoire, suivant la forme de Scop), les statuts peuvent prévoir des contraintes supplémentaires.
Pour que l'entreprise reste une Scop, les salariés-coopérateurs doivent toujours être majoritaires et détenir au moins 51 % du capital et 65 % des droits de vote.

### Sociétariat
À la création de l'entreprise, le nombre minimum d'associés (qui doivent être aussi salariés) est de 2 pour une SARL ou une SAS et 7 pour une SA.
Un salarié souhaitant devenir associé doit présenter sa candidature à l'assemblée générale de l'entreprise qui décidera de son admission parmi les sociétaires. S'il est accepté, le salarié devra souscrire au moins une part sociale et aura ensuite droit de vote à l'assemblée générale.
La liberté d'adhésion des associés est un principe coopératif. Cependant, dans une Scop, tous les salariés ont vocation à devenir associés. Les statuts peuvent donc prévoir pour les salariés une obligation de postuler au sociétariat après un délai déterminé. Cette obligation est inscrite dans les statuts et sur le contrat de travail, passé le délai indiqué, si le salarié n'a pas fait acte de candidature, il est considéré comme étant démissionnaire.
Rien n'interdit par ailleurs de déterminer une ancienneté minimum requise pour postuler au sociétariat, mais l’assemblée des associés est obligée d’examiner la candidature de toute personne ayant plus d'un an d’ancienneté. Un salarié disposant d'une ancienneté déterminée par les statuts peut aussi être admis au sociétariat sur simple demande, automatiquement ou sous réserve de non-opposition de l'assemblée générale.
Dans une Scop, le statut de sociétaire est étroitement liée au contrat de travail. Par défaut, (sauf mention contraire dans les statuts) la rupture du contrat de travail entraîne la perte de la qualité d’associé et la perte de la qualité d’associé entraîne la rupture du contrat de travail. Les exceptions sont : la mise à la retraite, le licenciement pour cause économique ou l'invalidité rendant l'intéressé inapte au travail, qui n'entraînent pas la perte de la qualité d'associé.
En moyenne, près de 52 % des salariés en Scop sont associés de leur Scop, un chiffre qui varie selon les secteurs d’activité, les statuts de chaque Scop et l'ancienneté du salarié.

### Gouvernance
Assemblée générale ou assemblée des associés
Chaque sociétaire ayant souscrit au minimum une part sociale a un droit de vote à l'assemblée générale de l'entreprise. Contrairement aux entreprises à actions traditionnelles où le droit de vote des associés est proportionnel au nombre d'actions qu'ils possèdent, les Scop appliquent la règle « une personne égal une voix ». C'est l'application concrète des principes de démocratie et de primauté de l'homme sur le capital.
Au-delà de la question statutaire, le fonctionnement quotidien des Scop peut varier de l'auto-gestion à un fonctionnement hiérarchique plus classique. Il y a donc un rôle double des salariés dans les Scop suivant les moments de décision : un rôle de sociétaire en position de nommer son dirigeant et un rôle de salarié potentiellement subordonné à ce dirigeant.
Administration et direction
Les coopérateurs-salariés élisent en assemblée générale leurs mandataires sociaux, dirigeants sociaux (gérant de SARL, président de SAS) ou membres des instances d'administration (administrateurs, membres de conseil de surveillance), pour des mandats à durée limitée à 4 (en SARL) ou 6 ans (en SAS et SA).
Les dirigeants sociaux de Scop (gérants, directeurs généraux, présidents de conseil d'administration, membres de directoire, membres d'organes de direction de SAS), lorsqu'ils perçoivent une rémunération au titre de leur mandat, bénéficient d'un régime spécifique et étendu d'assimilé-salarié qui leur permet de bénéficier de la protection sociale des salariés et des indemnités chômage, le cas échéant. Lorsqu'ils sont, par ailleurs, titulaires d'un contrat de travail au moment de leur nomination, les conditions de maintien du lien de subordination sont décidées par l'instance qui les désigne. Faute d'un tel maintien le contrat est suspendu. Si le contrat est maintenu, les dirigeants sociaux bénéficient, à ce titre, des indemnités chômage, le cas échéant, à condition que le contrat de travail soit considéré comme effectif, justifié par des fonctions techniques distinctes, une rémunération distincte et un lien de subordination.

### Répartition des bénéfices
Les bénéfices de la Scop sont répartis en différentes parts :
- 15 % minimum doivent être attribuées à la réserve légale. Quand le montant de cette réserve a atteint le montant le plus élevé atteint par le capital, cette attribution devient facultative.
- Une fraction doit être affectée à une autre réserve : le fonds de développement.
- 25 % minimum sont redistribués aux salariés : c'est la part travail. La part travail est attribuée aux salariés (associés ou non) proportionnellement à leur salaire ou à leur temps de travail et peut inclure un coefficient lié à l'ancienneté suivant ce que prévoient les statuts. La part travail est souvent versée sous forme de participation des salariés aux résultats de l'entreprise.
- 33 % maximum peuvent être versés (si les statuts le prévoient) aux associés sous forme d'intérêts sur les parts sociales.

En 2021, les Scop ont consacré en moyenne 46 % des bénéfices à la part travail, 43 % aux réserves et 11 % à la rémunération des parts sociales.

### Fiscalité
La Scop est soumise à la même fiscalité que les sociétés de droit commun. Toutefois, en versant beaucoup plus de participation que les entreprises classiques (au moins 25 % des bénéfices), elle réduit d'autant le montant du bénéfice imposable au titre de l'impôt sur les sociétés. En outre, la part du bénéfice de la Scop affectée en réserves peut constituer en tout ou partie une provision pour investissement (PPI) déductible du bénéfice imposable : le bénéfice fiscal définitif de cette PPI est subordonné à une condition d'investissement du même montant par la Scop  dans un délai de quatre ans. 
Par ailleurs, les Scop sont exonérées de la contribution économique territoriale.

### Révision coopérative
La révision coopérative est un principe appliqué aux coopératives en général, la loi de 1947 portant le statut de la coopération écrit : 

« Les sociétés coopératives [...] se soumettent tous les cinq ans à un contrôle, dit “révision coopérative ”, destiné à vérifier la conformité de leur organisation et de leur fonctionnement aux principes et aux règles de la coopération et à l'intérêt des adhérents, ainsi qu'aux règles coopératives spécifiques qui leur sont applicables et, le cas échéant, à leur proposer des mesures correctives. »

La révision coopérative cherche donc à analyser l'activité de la Scop sur son fonctionnement comptable, juridique, fiscal, et son application des principes coopératifs, pour prévenir ou révéler des dysfonctionnements. Le réviseur coopératif présente son rapport aux associés lors de l'assemblée générale.
La révision permet également au ministère du Travail de vérifier que la Scop respecte bien les règles qui lui sont légalement applicables. La liste des Scop reconnues par le ministère du Travail est gérée par la Confédération générale des Scop et publiée chaque année au Journal officiel. La reconnaissance donne accès à un statut fiscal particulier (voir plus haut) en contrepartie des contraintes légales comme celles d'impartageabilité des réserves de l'entreprise et à un accès préférentiel à la commande publique.

## Constitution

### Formalité d'enregistrement, dépôt et publicité
La formalité de création d'une Scop est similaire à la création d'une société commerciale, la démarche s'effectue via le centre de formalité des entreprises. Celle-ci demande deux mesures de publicité, l'insertion dans un journal d'annonces légales et l'immatriculation au registre du commerce et des sociétés.

### Reconnaissance du statut
L'obtention du statut de Scop est conditionnée à un agrément qui donne lieu à une inscription sur une liste ministérielle. La loi précise que la demande d'agrément doit être adressée par lettre recommandée avec accusé de réception au ministre chargé du travail. Dans les faits elle est donc adressée à la Direction régionale de l'économie, de l'emploi, du travail et des solidarités, ou au préfet, directement ou par l'intermédiaire de la Confédération générale des Scop et des SCIC. Les pièces à fournir pour l'obtention et le renouvellement de l'agrément sont détaillées par le décret no 93-1231 du 10 novembre 1993. Le ministre chargé du travail notifie sa décision à la société intéressée dans un délai de 2 mois à compter de la date de dépôt de la demande.
En cas de non-communication des pièces demandées, la coopérative peut ne pas être inscrite ou être radiée de la liste ministérielle et perdre les avantages attachés au statut de Scop.

## Particularités

### Financement
Par leurs statuts, les Scop ne peuvent avoir recours à des investisseurs extérieurs que pour moins de 50 % du capital social, et ces investisseurs ne doivent pas posséder plus de 35 % des droits de vote. Elles peuvent cependant émettre des titres participatifs qui n'octroient pas de droit de vote à leur détenteur.
Des outils de financement ont également été créés par et pour les coopératives et construits avec d'autres acteurs partenaires de l'économie sociale et solidaire : le Crédit coopératif, ESFIN‑IDES, France Active, la Caisse des dépôts et consignations, etc.
Exemples : 
- Socoden : prêts participatifs ;
- Scopinvest : fonds propres pour renforcer les apports personnels des associés via le titre participatif ;
- Sofiscop : société de cautionnement qui se substitue aux cautions des dirigeants de coopérative ;
- Impact coopératif : ce fonds professionnel de capital investissement (FPCI) a pour objectif de favoriser le changement d’échelle des entreprises de l’ESS via la transmission d’entreprises à leurs salariés.
- Des outils régionaux ont également été créés dans plusieurs régions.

Comme toute entreprise, les coopératives peuvent également recevoir des subventions publiques.

### Inter-coopération
L'inter-coopération est un principe coopératif désignant la coopération entre coopérative. Cette coopération peut se traduire par une préférence à travailler avec d'autres coopérative, par la constitution de coopératives de coopératives (unions coopératives) ou encore par l'adhésion à des réseaux. Par exemple à la Confédération Générale des Scop et des Scic, qui représente les Scop au niveau national et accompagne également la création, la reprise et la transformation d’entreprise en Scop.

### Facilité d'attribution des marchés publics
Dans le cadre de passation de marchés publics, les autorités reconnaissent les avantages que peuvent apporter l'attribution du marché à une Scop. Ainsi, le Code des marchés publics donne la priorité aux Scop à condition que l'offre soit équivalente aux autres en termes de rapport qualité-prix. Ce droit de préférence est limité à 25% du montant du marché.

## LesScopet les travailleurs de plateformes
De grandes entreprises de livraison de repas telles qu’Uber Eats et Deliveroo, se sont fortement développées depuis la transition numérique. À travers les plateformes numériques, elles exercent une activité de mise en relation. C’est avec l’apparition de ces grandes entreprises que les travailleurs de plateformes ont vu le jour. Le statut des travailleurs de plateformes  présente de nombreuses difficultés. Ces travailleurs ne connaissent ni leur client, ni la manière dont ils doivent exécuter leur prestation et sont économiquement dépendants des plateformes qui les emploient. Aussi, dans les faits il existe un déséquilibre dans les relations existantes entre les travailleurs et les plateformes qui les emploient. Ce déséquilibre a été mis en lumière récemment par des arrêts de la Cour de cassation. La précarité des travailleurs de plateformes poussent le gouvernement à réfléchir à des solutions pour tenter de sécuriser leur situation[style à revoir].

### Les propositions du rapport Frouin
En 2020, Jean-Yves Frouin, ancien président de la chambre sociale de la Cour de cassation, s’est vu confier la mission de formuler des propositions en matière de droits sociaux liés aux plateformes numériques de travail. L’objectif est d'apporter une plus grande sécurité juridique en termes de conditions de travail et de protection sociale aux travailleurs sans pour autant remettre en cause la flexibilité du statut d’indépendant. Le 1er décembre 2020, Jean-Yves Frouin remet un rapport au Premier ministre, s’intitulant Réguler les plateformes numériques de travail.
Une des solutions proposées par le rapport Frouin pour sécuriser l’emploi des travailleurs de plateformes sans porter atteinte à leur statut d’indépendant est de se regrouper sous forme de Scop. Plus précisément de se réunir en coopérative d’activité et d’emploi aussi appelé CAE, conformément à l’article 7331-6 du code du travail. L’avantage est de faire bénéficier aux travailleurs d’un statut qu’on peut qualifier d’hybride. D’un côté, il est chef d’entreprise et de l’autre côté il est salarié.
Se regrouper au sein de Scop permet aux travailleurs de plateforme d’acquérir les mêmes protections qu’un salarié sous contrat de type CDI ou CDD. L’idée principale est de leur fournir les meilleures conditions de travail qui soient, en se calquant sur celles du statut du salarié classique.
La Scop leur permet d’avoir des congés payés, une couverture maladie et une assurance complémentaire santé, autant de conditions de travail primordiales chez un salarié dont ne disposent pas les travailleurs de plateformes. Cette forme de société peut également leur permettre de percevoir de meilleurs salaires, des salaires fixes.
La Scop a un avantage supplémentaire pour les salariés puisque ces derniers peuvent acquérir au bout de six mois de présence dans la coopérative, la qualité d’associé, leur permettant de disposer des avantages découlant de la Scop : un droit de vote en assemblée générale ainsi qu’un intéressement aux bénéfices.

### Les difficultés
Les Scop présentent également des difficultés. Tout d’abord, le cœur du fonctionnement des Scop repose sur le fait qu’un associé ne dispose que d’une seule voix, peu importe le montant de son apport en capital. Cela peut engendrer certaines tensions entre les différents associés. Ensuite, en cas de départ des associés, le capital investi est remboursé sans possibilité de dégager de plus-values. De plus, une Scop ne peut être vendue – étant donné qu’elle appartient à tous les acteurs qui la font vivre – et l’auto-gestion peut être source de blocage,  entrainant ainsi des conflits notamment entre les salariés associés et les salariés-non associés.
Les plateformes refusent de contractualiser avec des entrepreneurs qui veulent exercer dans ce cadre. En outre, pour que cette sécurisation de l’emploi soit effective sous la forme de Scop, il faut différentes garanties. Par exemple, une augmentation du prix de la prestation ou une participation financière de la part des plateformes pourrait venir rééquilibrer les relations entre les plateformes et leur travailleurs.
Dernièrement, des Scop de coursiers à vélo se développent de plus en plus . Une fédération européenne des coopératives de livraison à vélo, CoopCycle est venu en aide bénévolement à des coursiers livreurs pour les aider à créer leur coopérative.
Olvo, une société de cyclologistique créée il y a cinq ans à Paris, s’est transformée depuis en Scop. Cette coopérative a fait le choix d’embaucher ses coursiers en CDI,,. Ils bénéficient ainsi d’une protection sociale, d’une mutuelle payée à 100 % par la coopérative et de tous les autres avantages liés au salariat.
D’autres initiatives régionales se sont développées suivant cet exemple. Comme les coursiers bordelais, créée en 2018, les coursiers niortais, coopérative de livraison à Niort ou encore les coursiers nantais, qui est devenue une Scop le 1er janvier 2020. Ce nombre grandissant de Scop pour les sociétés de livraison à vélo permet d’instaurer une concurrence avec les grandes plateformes internationales.